# District de Korgalgyn
Le  district de Korgalgyn (en kazakh : Қорғалжын ауданы) est un district de l'oblys d'Aqmola au nord du Kazakhstan. 

## Géographie
Son centre administratif est la localité de Korgalgyn.

## Démographie
En 2013, le district a une population de 9 505 habitants.